# Canyon (Band)
Canyon war eine Folkrock-Band in der zweiten Hälfte der 1970er Jahre. Vor 1978 hieß die Gruppe Itcheyfoot.

## Geschichte
Die Musiker Manfred Wetterich, Wolfgang Rönsch und Achim Dresch fanden sich Mitte der 1970er Jahre zusammen. Wetterich hatte vorher in Gerolzhofen bei The Chantils gespielt, Dresch ebenda bei Eruption. Rönsch stammte aus Weidenberg bei Bayreuth.
Die Gruppe nannte sich zunächst Itcheyfoot. Kopf der Band war Manfred Wetterich (Gitarre und Lead-Gesang), der viele der Songs komponierte. Wolfgang Rönsch (Gesang, Mandoline und Gitarre) und Achim Dresch (Gesang, Banjo, Geige, Keyboard und Mundharmonika) begleiteten ihn mit häufig mehrstimmigem Gesang. Die aus Franken stammende Gruppe gastierte mehrfach in West-Berliner Clubs wie der Eierschale am Breitenbachplatz. In Messerschmitt Kabinenrollern tourte sie durch Großbritannien.
Das Livealbum Contemporary Folk & Bluegrass entstand am 17. Dezember 1976 in Würzburg. Von den vierzehn Liedern sind sechs Eigenkompositionen von Wetterich. Gespielt wurde ausschließlich auf akustischen Instrumenten.
Mit zunehmenden Erfolg erhielt die Band die Möglichkeit, ein zweites Album unter professionelleren Bedingungen einzuspielen. In diesem Zusammenhang wurde, bei gleicher Besetzung, der Name in Canyon geändert. Aufgenommen wurde die gleichnamige LP im Frühjahr 1978 in den Hansa-Studios in der Köthener Straße in Berlin sowie im dortigen Paragon-Studio, wo sie auch abgemischt wurde. Dabei wurde auf mehrere Gastmusiker zurückgegriffen, was den Stil stark veränderte. Unter anderem kamen Trompeten, Saxofone, ein Akkordeon und ein Schlagzeug zum Einsatz.
Vom 21. Oktober bis 5. November 1978 tourte die Gruppe als Vorgruppe von Barclay James Harvest durch Deutschland. Sie spielte unter anderem in der Eissporthalle in Berlin, der Dortmunder Westfalenhalle 3, im Kronebau in München und im Congress Center Hamburg. In jenem Jahr hatte sie einen Auftritt in der Fernsehsendung Disco des ZDF. Am 23. Juni 1979 trat Canyon beim British Rock Meeting auf der Freilichtbühne Loreley auf.

## Diskografie

### Alben
| Jahr | Titel Musiklabel                                                        | Anmerkungen                               |
| ---- | ----------------------------------------------------------------------- | ----------------------------------------- |
| 1976 | Itcheyfoot Life: Contemporary Folk and Bluegrass Main Records MR-LP 999 | Erstveröffentlichung: 1976 als Itcheyfoot |
| 1978 | Canyon Nature Records 0060.169                                          | Erstveröffentlichung: 1978 als Canyon     |

### Singles
| Jahr | Titel Album                                                | Anmerkungen                           |
| ---- | ---------------------------------------------------------- | ------------------------------------- |
| 1978 | Don’t Join a Rock‘n’Roll-Band / Looking for Someone Canyon | Erstveröffentlichung: 1978 als Canyon |